# Moisés Lima Magalhães
Moisés Lima Magalhães (Belo Horizonte, 1988. március 17. –) brazil labdarúgó, a horvát HNK Rijeka középpályása.